# Estação Porte de Charenton
Porte de Charenton é uma estação da linha 8 do Metrô de Paris, localizada no 12.º arrondissement de Paris.

## História

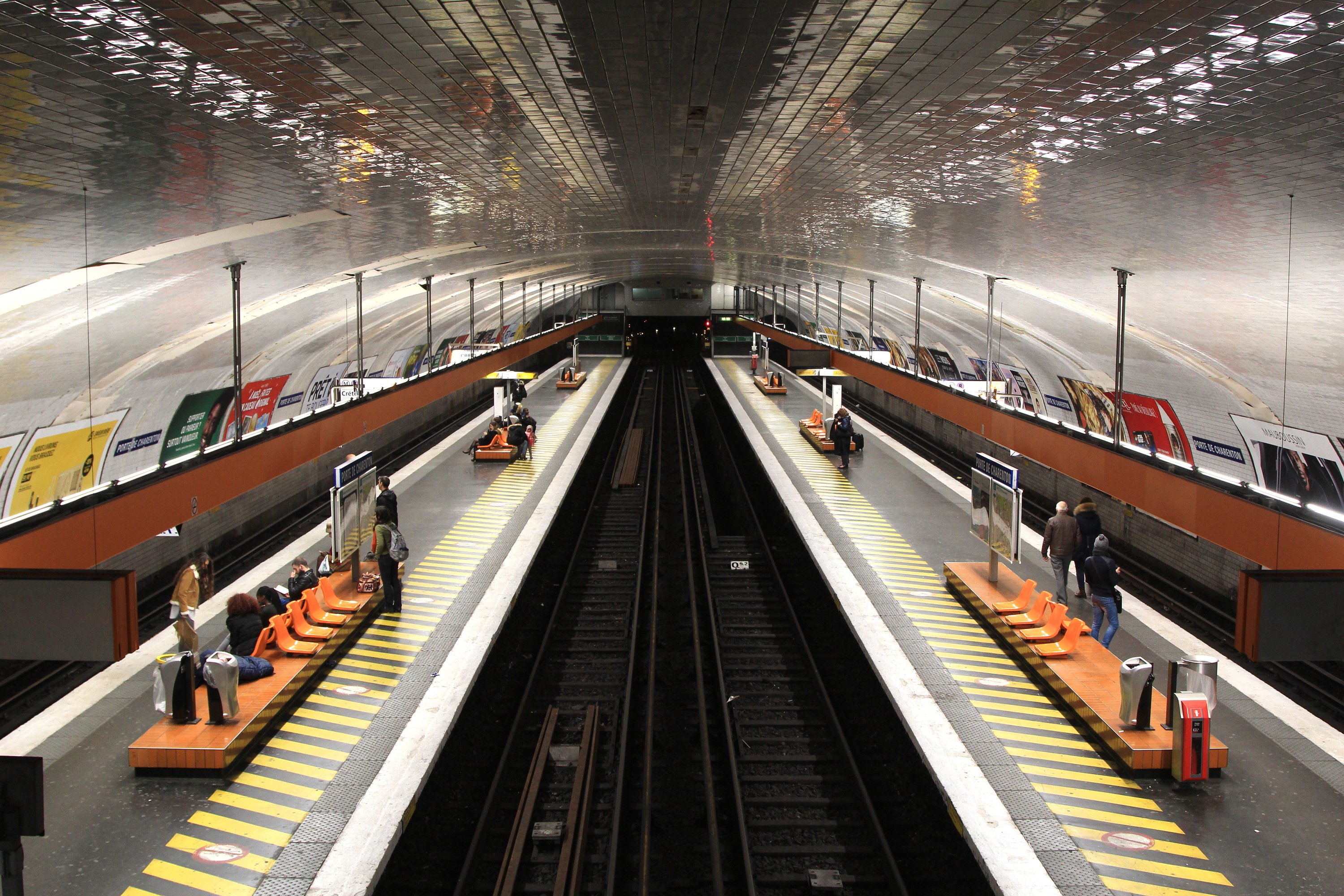
Plataformas vistas em direção a Balard

A estação foi aberta em 1931. Ela está situada no local da porta das fortificação que controlava a estrada imperial número 5, que levava a Genebra.
Ela foi o terminal sudeste da linha 8 até 5 de outubro de 1942, data do lançamento da extensão para Charenton - Écoles.
Ela viu entrar 2 025 127 passageiros em 2015, o que a coloca na 250ª posição das estações de metrô por sua frequência em 302.

## Serviços aos passageiros

### Plataformas
A estação possui uma largura excepcional uma vez que ela comporta sob sua abóbada quatro vias que enquadram duas plataformas centrais. Esta disposição rara também é observável na estação Porte de Montreuil. Os trens geralmente servem a estação pelas vias laterais. As vias centrais servem apenas como garagem ou em caso de terminal excepcional.

### Intermodalidade
A estação é servida pelas linhas 77, 87 e 111 da rede de ônibus RATP.
Desde 15 de dezembro de 2012, ela também é servida pelo tramway da linha T3a após a sua extensão do Porte d'Ivry.

## Pontos turísticos
- Bois de Vincennes
- Porte de Charenton